# 1634 en France
Chronologie de la France
- 1630
- 1631
- 1632
- 1633
- 1634
- 1635
- 1636
- 1637
- 1638

## Événements
- 19 janvier : Charles IV de Lorraine abdique à Mirecourt en faveur de son frère Nicolas François ; le 1er février, il passe le Rhin à Brisach et se retire à Besançon[1].
- Janvier :
  - reprise en main de la Franche-Comté par l’Espagne après la mort de la gouvernante Isabelle-Claire-Eugénie ; début de la guerre de Dix Ans[2].
  - édit sur les tailles et les usurpations de noblesse[3].

- 18 février : Nicolas-François de Lorraine épouse à Lunéville sa cousine Claude contre l’avis du roi de France ; de retour à Nancy, la famille ducale est arrêtée par les troupes françaises et gardée à vue[1].

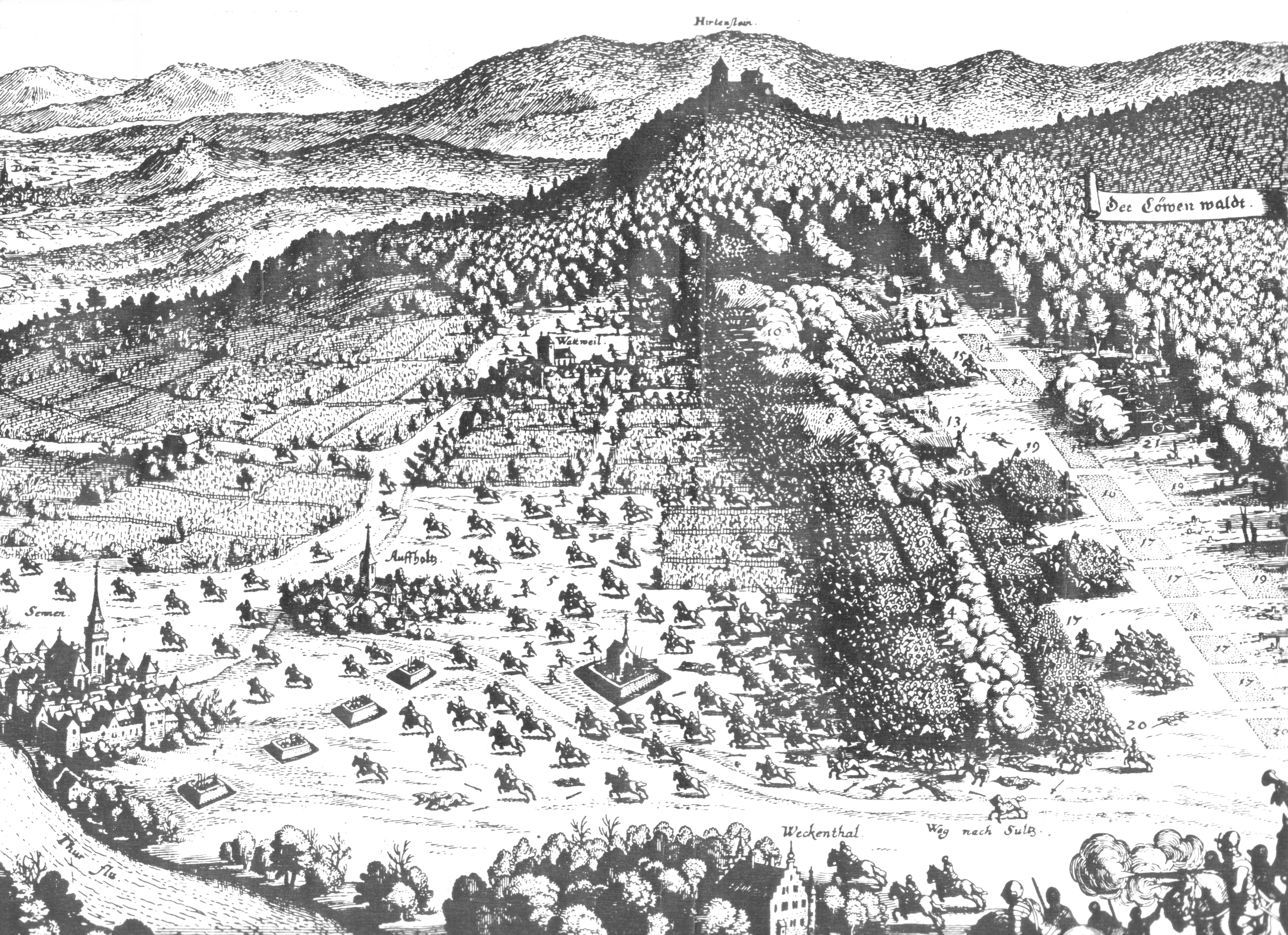
Carte de Merian de la bataille de Wattwiller.

- 2 mars : victoire des Suédois sur les Impériaux et les Lorrains à Wattwiller, dans la plaine de Cernay, en Alsace[4].
- 6 mars : Henriette de Phalsbourg et Marguerite de Lorraine parviennent à fuir Nancy pour la Franche-Comté[1].

- 1er avril : Nicolas-François de Lorraine et son épouse fuient en Franche-Comté ; seule Nicole de Lorraine, malade, reste à Nancy. Elle est transférée à Paris où elle arrive le 7 mai. Richelieu charge le comte de Brassac d’administrer la Lorraine[1].

- 16 avril : édit somptuaire proscrivant les broderies et passements d’or et d’argent[5].

- 5 juin-26 juillet : siège et capitulation de La Mothe par le maréchal de La Force[6].

- 12 août : Ferry de Haraucourt de Chambley est nommé bailli de Nancy[1].
- 18 août : le père Urbain Grandier est exécuté à l’issue de l’affaire des Ursulines de Loudun. Il est accusé d’être possédé par le démon et de l’avoir introduit dans un couvent d’Ursulines à Loudun[7].

- 5 septembre : le parlement déclare non valable le second mariage de Gaston d’Orléans avec Marguerite de Lorraine. Il condamne Charles IV de Lorraine pour félonie et rapt (de Gaston) et réunit le Duché de Bar au royaume[8].
- 11 septembre :
  - avis au Roi de Richelieu, qui après Nördlingen veut sauver le parti protestant contre l’empereur et l’Espagne[9].
  - ouverture des Grands Jours de Poitiers[10].
- 16 et 17 septembre, Monceaux : édit et déclaration du roi de France ordonnant l’établissement d’un conseil souverain à Nancy (fin le 13 juillet 1637)[1].

- 8 octobre : Gaston d’Orléans quitte Bruxelles et rentre à Paris. Le 21 octobre à Saint-Germain-en-Laye, il vient jurer au roi « d’aimer le cardinal autant qu’il l’avait haï »[11].
- 9 octobre : traité entre Louis XIII et la Suède « pour les places d’Alsace »[12]. Des garnisons françaises remplacent les Suédois en Alsace.
- 13 octobre : fondation de l’hospice des Incurables, futur hôpital Laennec[13].

- 17 novembre : Mazarin, nommé nonce apostolique extraordinaire le 19 août, arrive à Paris pour négocier la restitution de ses états au duc de Lorraine et réconcilier la France et les Habsbourg. Il prend ses fonctions le 26[14].

- Le père Joseph devient membre du Conseil du roi comme ministre d’État[15].
- Doublement des tailles pour financer la guerre[16].